# 寺島成信
寺島 成信（てらしま しげのぶ、1869年8月10日（明治2年7月3日） - 1939年（昭和14年）4月2日）は、日本の経済学者、経済学博士。日本で初めて経済学博士を取得した人物として知られる。

## 人物
出羽国庄内（現・山形県鶴岡市）出身。佐藤雄能や三矢重松らと共に、同郷の学生寄宿舎「荘内館」の設立に尽力した。
日清戦争以前、戦時に仮装巡洋艦として用いる高速商船の建造・航路補助の制度整備を主張した。後に自分は「仮装巡洋艦主義」を唱えたと回顧する。
日本郵船では「同社創設の調査機関を主宰するに至つた」。近藤廉平社長とともに、パリ講和会議に民間船主代表として参加。
第一次大戦中より論壇に登場し、航空省設置や優秀船建造について発言。マハンの著作翻訳も行い、慶應義塾大学、早稲田大学、東京帝大で海運論等の講義を担当した。

## 略歴
- 1869年、出羽国庄内（現・山形県鶴岡市）に生れる。
- 1882年4月、朝暘学校卒業。
- 1886年7月、西田川郡中学校卒業。大山小学校代用教員となる。
- 1887年9月、加藤長三郎（清酒「加茂川」醸造元）の支援により慶應義塾に入学。
- 1889年4月、慶應義塾正科卒業。
- 1890年1月、創立された慶應義塾大学部に入学（中途退学）。
- 1890年6月、大日本帝国海軍の文官「海軍編修書記見習」となる。
- 1891年3月、海軍編修書記となる。
- 1892年、荘内館の設立に関わる。
- 1897年、近藤廉平社長に招聘され日本郵船の幹部社員となる。
- 1923年2月、海運政策の論文で日本初の経済学博士号取得[3]。
- 1939年、死去。享年70

## 著作等
著書
- 『兵商論』伴正利、1891年 (『日本海運論』141頁で『兵商論』を自分の著作と指摘)
- 『日本海運論』日本経済会、1894年 (日本経済会懸賞論文「日本海運論」一位入賞)
- 『帝国海事総覧』共益商社、1900年
- 『対外商工策』宝文館、1911年 (大阪朝日新聞社一万号記念懸賞当選論文)
- 『海運政策』海軍経理学校、1923年 (第1回海軍臨時講習会講義録、日本海事センター海事図書館・防衛研究所図書館史料室・神戸大学海事科学部図書館所蔵。「寺島成信「海運政策」講義」、大阪工業大学紀要53-2 2009年2月にて全文翻刻)
- 『帝国海運政策論』巌松堂、1923年 (博士論文)
- 『交通政策 - 海運 - 』文信社、1927年 (昭和2年度東京帝大経済学部商学科「海運論」講義)

訳書
- 『仏国革命時代海上権力史論 下巻』アルフレッド・セイヤー・マハン著、水交社訳、東邦協会、1900年（上巻は齋藤恒太郎、下巻は寺島成信と海軍編修書記在職の内田成道の共訳）

論考
- 論説「海事思想涵養の方法」大日本教育会雑誌164、1895年3月1日
- 寄書「海運ノ振興ト巡航商船ノ制」水交社記事49、1894年8月（冒頭で『兵商論』『日本海運論』を自著として言及）

## 関連文献
- 中条潮「慶應義塾における交通経済研究の展開と研究者の系譜」三田商学研究26-5、1983年12月
- 柴崎力栄「仮装巡洋艦を提唱した寺島成信」大阪工業大学紀要人文社会篇55-1、2010年
- 同「国家将来像と陸海軍備をめぐる海軍と徳富蘇峰」大阪工業大学紀要人文社会篇56-1、2011年